# Boris Delaunay
Pour les articles homonymes, voir Delaunay et Delone.
Boris Nikolaïevitch Delaunay (en russe : Борис Николаевич Делоне), né le 15 mars 1890 à Saint-Pétersbourg et mort le 17 juillet 1980 à Moscou, était un mathématicien russe. Il a travaillé en algèbre moderne, en géométrie des nombres et en cristallographie mathématique. La triangulation de Delaunay porte son nom.
C'est un concept fondamental, notamment en analyse numérique avec des applications en physique et infographie.

## Biographie
Fils du physicien Nikolaï Borissovitch Delone (1856-1931), il étudia les mathématiques à l'Université de Kiev sous la direction de Dimitri Grave de 1909 à 1913. Maître de conférences en 1916 à l'Institut polytechnique de Kiev, il obtint en 1922 une classe à Petrograd, puis séjourna en 1928 dans les universités de Berlin et de Hambourg. Membre correspondant de l'Académie des sciences de l'URSS depuis 1929 et de l'Institut de mathématiques Steklov en 1932, nommé docteur ès sciences au rétablissement des grades académiques en 1934, il fut professeur à l'Université de Moscou de 1935 à 1942.
Il a notamment utilisé les travaux d’Evgraf Fedorov, Hermann Minkowski et Gueorgui Voronoï, dans ses travaux de Cristallographie mathématique et des modèles généraux des cristaux.

## Œuvres

### Articles
- Delaunay B., « Sur la partition régulière de l'espace à 4 dimensions. Première partie », Изв. АН СССР. VII серия. Отделение физ.-матем. наук, no 1,‎ 1929, p. 79—110 (lire en ligne)
- Delaunay B., « Sur la partition régulière de l'espace à 4 dimensions. Deuxième partie », Изв. АН СССР. VII серия. Отделение физ.-матем. наук, no 2,‎ 1929, p. 147—164 (lire en ligne)
- Delaunay B., « Sur la sphère vide. A la mémoire de Georges Voronoï », Изв. АН СССР. VII серия. Отделение матем. и естеств. наук, no 6,‎ 1934, p. 793—800 (lire en ligne)
- (ru) Делоне Б. Н., « Геометрия положительных квадратичных форм », Успехи математических наук (ru), no 3,‎ 1937, p. 16—62 (lire en ligne)
- (ru) Делоне Б. Н., « Геометрия положительных квадратичных форм. Часть II », Успехи математических наук, no 4,‎ 1938, p. 102—164 (lire en ligne)

## Récompenses
Il reçoit différentes distinctions durant l'Union soviétique :
- Ordre de Lénine en 1953 ;
- 3 fois l'Ordre du Drapeau rouge du Travail, en 1945, 1975, et 1980 ;
- La Médaille Pour le travail vaillant dans la Grande Guerre patriotique 1941–1945 ;